# Ares I-X
Ares I-X était le premier exemplaire du lanceur Ares I du programme Constellation de la NASA, aujourd'hui abandonné. Il s'agissait d'une version sans équipage destinée à tester le comportement en vol du lanceur. Une partie du premier étage, le deuxième étage et le vaisseau Orion étaient factices. Ares I-X  a été lancée le 28 octobre 2009 depuis le complexe de lancement 39 du centre spatial Kennedy en Floride à 16 h 30 CET et a effectué un vol suborbital qui s'est déroulé de manière nominale hormis l'ouverture des parachutes de récupération du premier étage.

## Objectifs

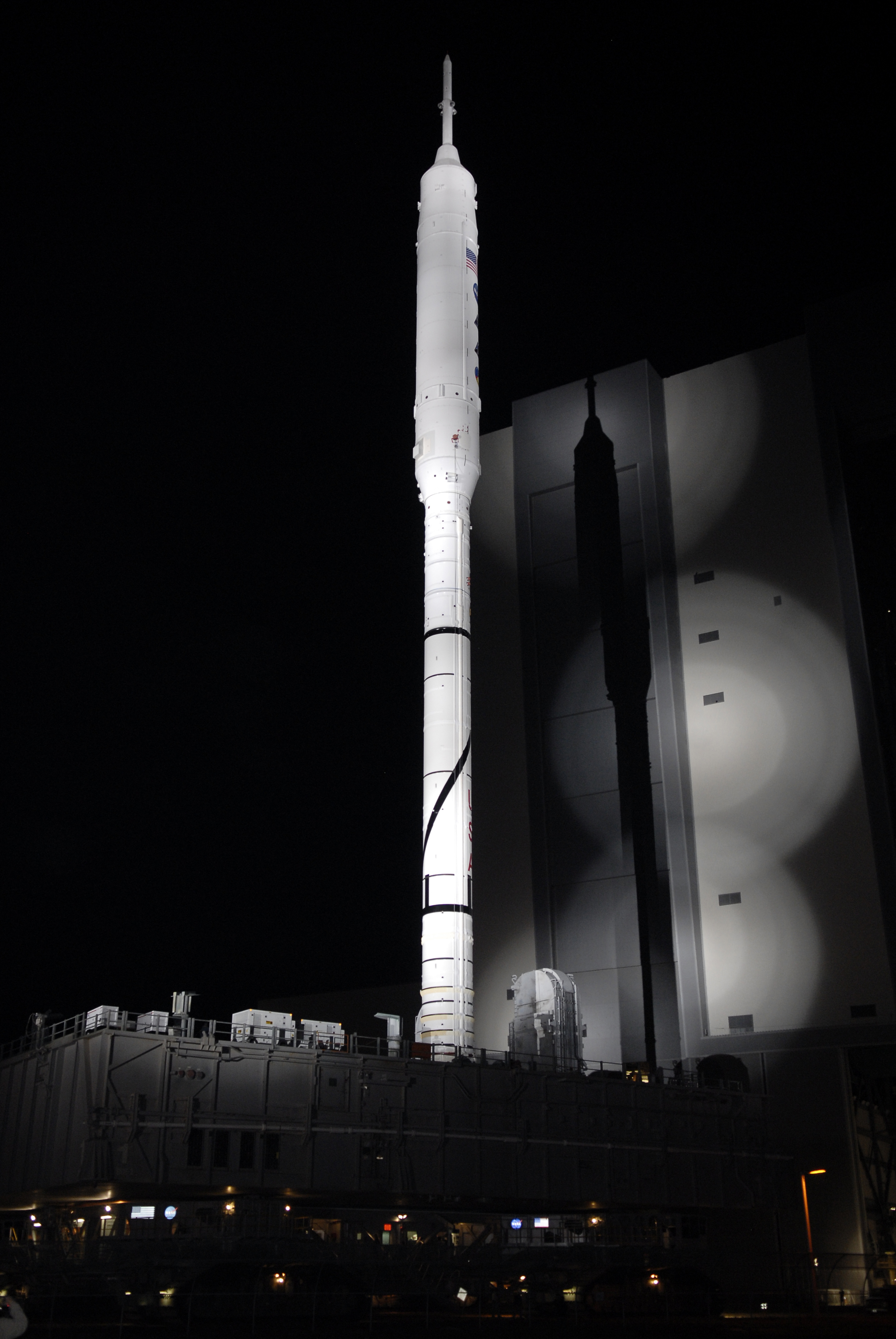
Ares I-X lors de sa sortie du VAB

L'objectif principal du test était de valider le fonctionnement du système de contrôle en vol du lanceur durant la phase ascensionnelle et de fournir des informations permettant de mieux comprendre le comportement en roulis de l'Ares I-X. Le test devait également permettre de vérifier les conditions dans lesquelles s'effectuerait la séparation entre le premier et le deuxième étage, de tester le système de parachute permettant la récupération du premier étage et de valider les procédures d'assemblage, de  lancement et de récupération. Les objectifs secondaires étaient d'étudier l'efficacité des moteurs-fusées chargés de séparer le premier et le deuxième étage ainsi que les forces aérodynamiques subies par le lanceur.
Ce test, qui a coûté 445 millions de dollars (302 millions d'euros), était un prélude au programme Constellation, qui visait la Lune pour 2020, avant d'envisager de possibles missions habitées vers la planète Mars. Mais ce projet a depuis été abandonné : lancé en 2004 sous George W. Bush, il a été stoppé par l'administration Obama. Le vol du mercredi 28 octobre 2009 fut décisif, car il devait déterminer à quoi ressemblerait le prochain lanceur, et donc influer sur l'avenir du programme d'exploration de la NASA.

## Lancement
Ares I-X a inauguré les installations modifiées pour le nouveau lanceur du complexe de lancement 39 situé au centre spatial Kennedy en Floride. Le Vehicle Assembly Building (VAB), dans lequel sont préparées habituellement les navettes spatiales, a été aménagé pour permettre l'assemblage des Ares I. L'une des deux aires de lancement, la 39B, a été également modifiée :  3 mâts paratonnerre de 180 mètres, analogues à ceux utilisés sur les aires de lancement des fusées Atlas V et Delta IV du centre spatial de Cap Canaveral, ont été montés. Le mât paratonnerre unique existant et la grue attenante ont été supprimés. Enfin, une des trois plateformes de lancement mobile (MLP) chargée d'amener le lanceur depuis le VAB jusqu'à l'aire de lancement a été adaptée. 
La première fenêtre de lancement s'est ouverte le 27 octobre 2009 à 13 h 00 CET. Après plusieurs reports liés à la météo, le décompte des 4 dernières minutes est lancé, mais s'arrête seulement 2 minutes et 38 secondes avant l'allumage du moteur, car le contrôle au sol constate la présence d'un nuage chargé d'électricité statique susceptible de perturber les télécommunications. La fenêtre s'est finalement refermée à 17 h 00 CET.
La deuxième fenêtre de lancement s'est ouverte le lendemain, le 28 octobre à 13 h 00 CET.
Après plusieurs reports, le décollage a eu lieu le même jour à 11 h 30 locale (EDT), (16 h 30, CET) et s'est déroulé comme prévu, avec la séparation du deuxième étage au bout de 116 secondes de vol.
Six minutes après le lancement, l'amerrissage dans l'océan Atlantique a été constaté par le Freedom Star, le navire de la NASA chargé de la récupération.

## Description du lanceur Ares I-X

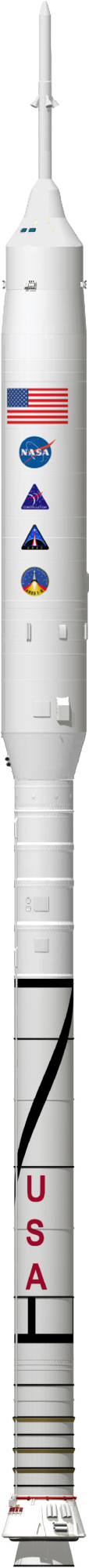
Ares I-X.

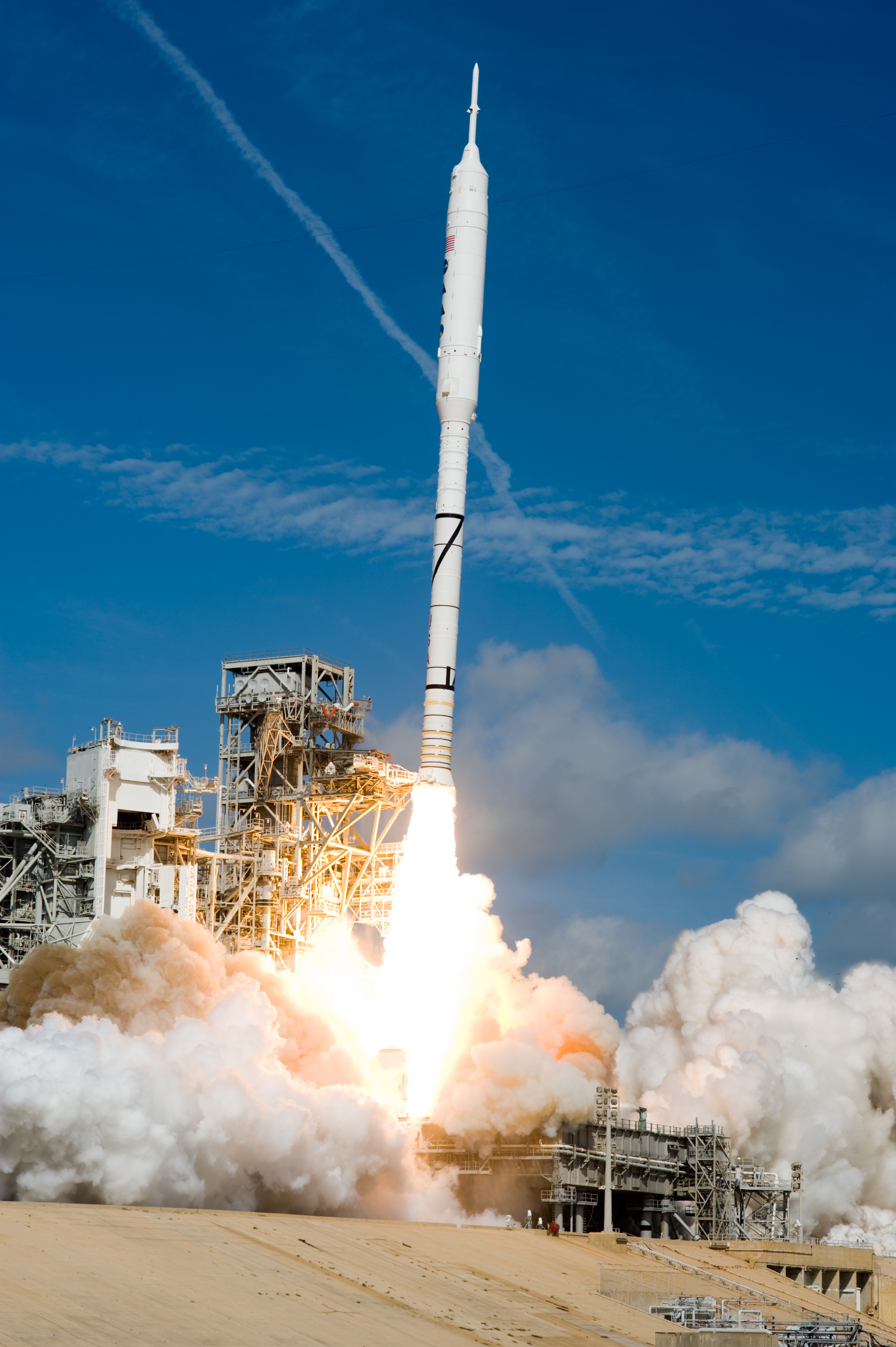
Décollage d'Ares I-X.

Le lanceur Ares I–X était une fusée Ares I dont une partie du premier étage, le deuxième étage, le vaisseau Orion et la tour de sauvetage étaient factices :
Premier étageLe premier étage de la fusée Ares I a été conçu à partir d'un propulseur à poudre de la navette spatiale américaine auquel un segment a été ajouté (5 segments) et auquel on a ajouté une avionique. Pour le test, le cinquième segment est factice (de masse égale à la masse du segment opérationnel) mais l'avionique est fonctionnelle. Cet étage était le seul équipé de parachutes. C'est donc celui-ci qui a connu une défaillance durant ce vol test.
Deuxième étageLe deuxième étage était sur le lanceur opérationnel un étage cryogénique dont le moteur J2-X devait être alimenté par de l'hydrogène et de l'oxygène. Pour le vol Ares-I-X, l'étage était factice mais le mécanisme de séparation des deux étages était opérationnel, ainsi que les moteurs de contrôle d'orientation de la fusée qui sont situés sur cet étage. Un ballast simulait la masse de l'étage réel et la position de son centre de masse.
Vaisseau OrionLe vaisseau Orion était factice. Sa masse était identique à celle d'un vaisseau réel. Il était fixé au deuxième étage et l'est resté durant ce vol.

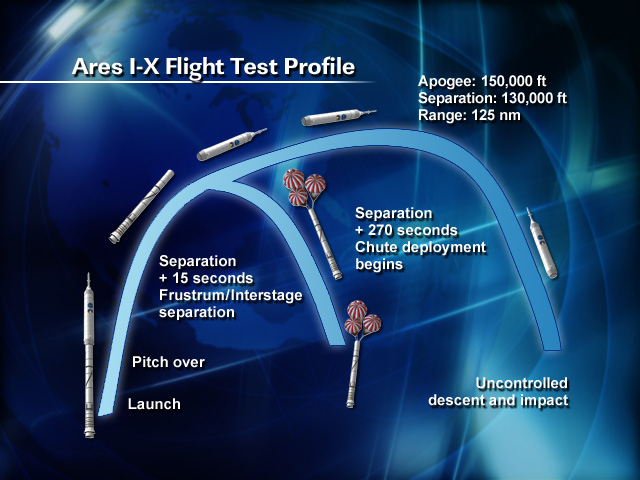
Profil du vol d'Ares I-X

Tour de sauvetageLa tour de sauvetage était factice. Elle était elle aussi fixée au deuxième étage.

## Trajectoire
Le premier étage, seul actif, ne permettait d'effectuer qu'un vol suborbital. Il propulsait durant 2 minutes le lanceur à une vitesse maximum de mach 4,7 en suivant pratiquement la trajectoire d'une fusée Ares réelle. Parvenu à une altitude d'environ 40 km, le premier étage se sépara du lanceur. Le deuxième étage continua à s'élever sur sa lancée jusqu'à une altitude de 46 km, avant de retomber avec la maquette d'Orion et la tour de sauvetage à une distance d'environ 231 km de son lieu de lancement. Le premier étage qui est redescendu au bout d'un parachute a été récupéré pour examen (sur la fusée opérationnelle, il aurait été révisé puis rechargé en propergol pour être réutilisé comme dans le cas de la navette spatiale).

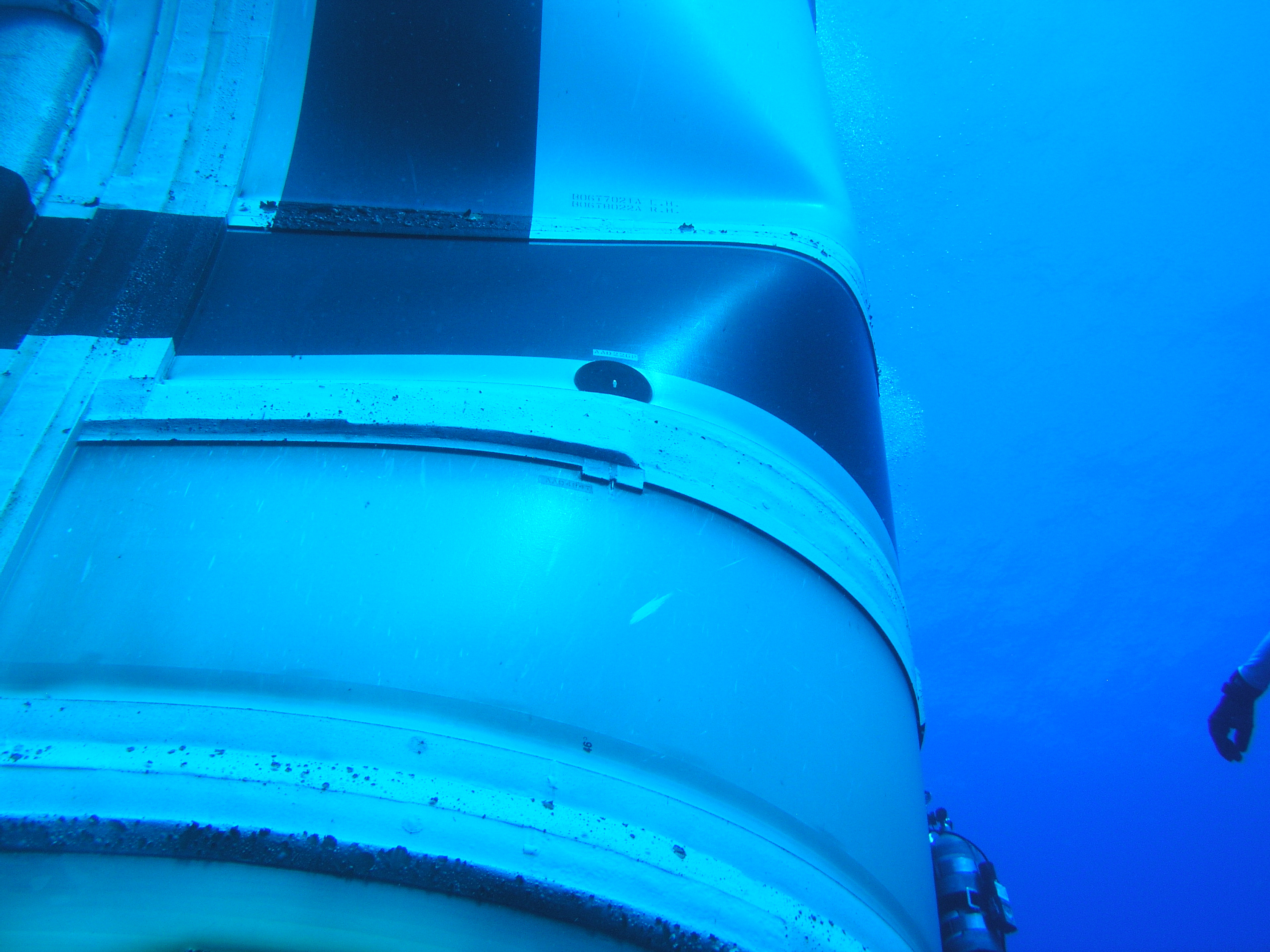
Photo prise par un plongeur des dommages sur le 1er étage après le contact avec l'eau

## Résultats du test
Le lanceur a suivi la trajectoire attendue et la séparation des deux étages s'est bien effectuée. Les flammes du lanceur, tiré avec une inclinaison de départ de quelques degrés pour écarter sa trajectoire des installations au sol, ont endommagé ces dernières de manière plus importante que prévu. Les parachutes destinés à freiner la descente du premier étage pour permettre sa récupération ne se sont pas déployés correctement (sur 3 parachutes, 1 seul s'est ouvert complètement et un deuxième à moitié) et le propulseur a heurté à grande vitesse la surface de l'océan occasionnant des dommages importants sur son enveloppe. L'origine de cet incident qui s'est déjà produit sur les propulseurs à poudre de la navette spatiale est en cours d'analyse,.

## Vols suivants
Ares I-X était l'un des trois vols qui devait permettre de qualifier le lanceur Ares I. Le deuxième vol Ares I-Y était planifié pour 2014. Il aurait été le premier vol à comporter un premier et deuxième étage opérationnels et une avionique pratiquement dans son état final. Le vol de test suivant, Orion 1 devait emporter une capsule Orion opérationnelle mais sans équipage. Le premier vol avec équipage devait desservir la station spatiale internationale en 2015.